# Trombidiformes
Trombidiformes är en ordning av spindeldjur. Trombidiformes ingår i klassen spindeldjur, fylumet leddjur och riket djur. Enligt Catalogue of Life omfattar ordningen Trombidiformes 750 arter. 

## Dottertaxa till Trombidiformes, i alfabetisk ordning[1]
- Acalyptonotidae
- Anisitsiellidae
- Arrenuridae
- Athienemanniidae
- Aturidae
- Axonopsidae
- Bdellidae
- Clathrosperchonidae
- Eylaidae
- Feltriidae
- Halacaridae
- Hydrachnidae
- Hydrodromidae
- Hydrovolziidae
- Hydryphantidae
- Hygrobatidae
- Krendowskiidae
- Lebertiidae
- Limnesiidae
- Limnocharidae
- Mideidae
- Mideopsidae
- Momoniidae
- Nautarachnidae
- Neoacaridae
- Oxidae
- Piersigiidae
- Pionidae
- Pontarachnidae
- Protziidae
- Pseudohydryphantidae
- Sperchonidae
- Tarsocheylidae
- Teutoniidae
- Thermacaridae
- Thyasidae
- Torrenticolidae
- Unionicolidae